# Argenta Groep
Argenta is een in België gevestigde bank- en verzekeringsgroep die ook actief is op de Nederlandse en Luxemburgse markt. Argenta heeft zijn hoofdkantoor op de Belgiëlei in Antwerpen.

## Structuur

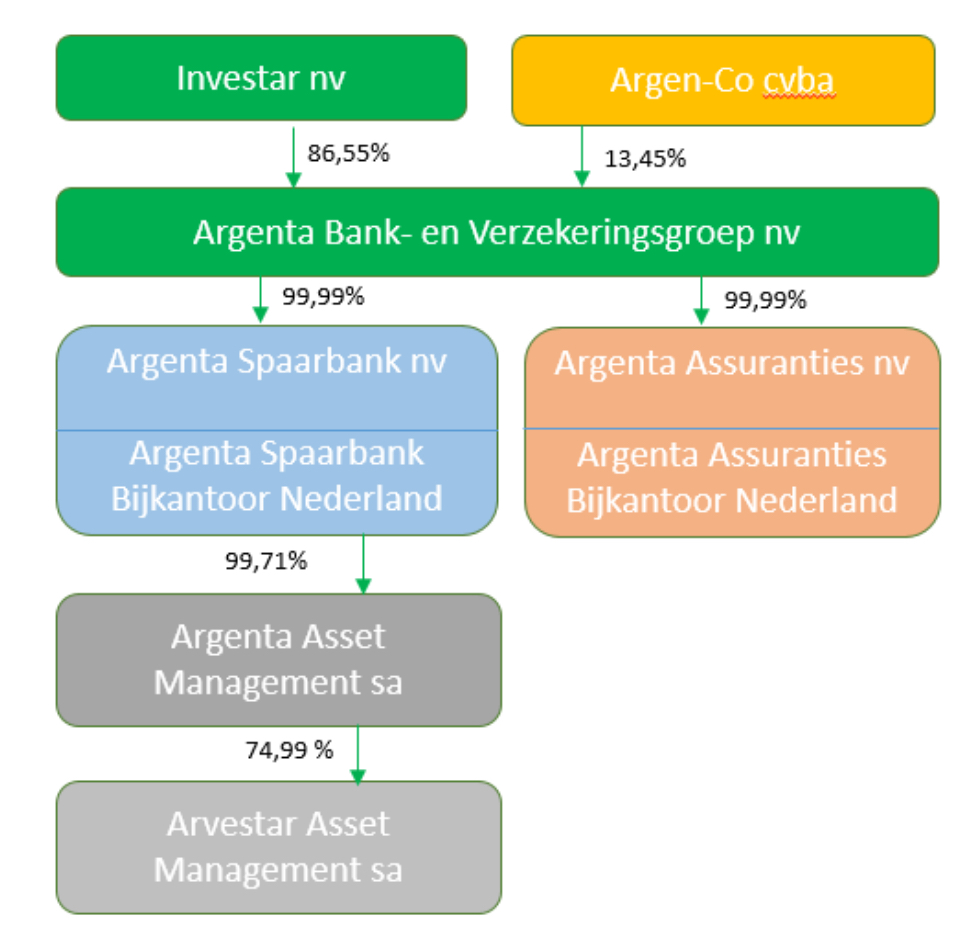
Structuur Groep Argenta eind 2018

De Argenta Bank- en Verzekeringsgroep (afgekort 'Argenta Groep') is de beleidsholding met twee aandeelhouders. De Investeringsmaatschappij Argenta nv  (afgekort 'Investar') bezit 86,55 % van de aandelen en de Argenta Coöperatieve cvba (afgekort 'Argen-Co')  13,45 %. Investar is een holding van de familie Van Rompuy met ook een aantal andere familiale participaties en activa buiten de Argenta Groep. Investar heeft het statuut van een gemengde financiële holding, een moederonderneming die geen gereglementeerde onderneming is en die aan het hoofd staat van een financieel conglomeraat conform art. 3, 39° van de Bankwet. Argen-Co omvat circa 70000 coöperanten en heeft het statuut van een erkende coöperatieve vennootschap in het kader van de wet van 20 juli 1955 inzake de Nationale Raad voor de Coöperatie.
Argenta Groep is (quasi) voor 100 % eigenaar van 'Argenta Spaarbank' (kredietinstelling met bijkantoor in Nederland) en de verzekeringsonderneming 'Argenta Assuranties'. Andere vennootschappen binnen de groep zijn:
- Argenta-Life Nederland (levensverzekeringsonderneming)
- Argenta Nederland (beheersmaatschappij)
- Argenta Life Luxemburg (levensverzekeringsonderneming)
- Argentabank Luxemburg (bank)
- Argenta-Fund (collectieve beleggingsinstelling)
- Argenta Fund of Funds (collectieve beleggingsinstelling)

Sleutelpersonen begin 2025:
- CEO: Peter Devlies
- CRO: Gert Wauters
- CTO: Brigitte Buyle
- Chief Officer Vermogen & Ondernemen: Agnita Deweerdt
- Chief Retail Officer: Sander Blommaert
- Voorzitter raad van bestuur: Marc van Heel
- Secretaris-Generaal: Bart Leeman

Een van de eerdere CEO's was Marc Lauwers (2016 t/m 2023).

## Geschiedenis
In 1956 richten Frans Kuijpers, Karel en Cyriel Schryvers en Karel Van Rompuy Argenta op, een financieringsmaatschappij gespecialiseerd in persoonlijke leningen. In 1964 kreeg Argenta toelating om op te treden als depositokas. In 1966 werd Argenta Spaarbank opgericht om ook gewone spaarboekjes te kunnen aanbieden. In 1974 werd Argenta Assuranties opgericht met levens- en brandverzekeringen en later ook hospitalisatie- en autoverzekeringen.
In 1989 werd Argenta Nederland opgericht en in 1990 Argentabank Luxemburg.
In 2001 werd de Argenta Bank- en Verzekeringsgroep opgericht, een holding met Argenta Spaarbank, Argenta Assuranties, delen van het CBHK en enkele externe subfilialen.
In 2009 werd Jan Cerfontaine voorzitter van de raden van bestuur van Argenta Bank- en Verzekeringsgroep, Argenta Spaarbank en Argenta Assuranties. . Het familiebedrijf kent al vele jaren CEO’s van buiten de familiekring. Zo was Roger Mertens vele jaren de CEO van de verzekeringsmaatschappij en Leon Heymans was de CEO van de bank. John Heller was de eerste CEO die de Holding, de bank en de verzekeringsmaatschappij leidde in de periode 2010-2016. Hij is opgevolgd door Marc Wauters die Argenta leidde van 2016 tot 2023. 
In 2010 lanceerde Argenta met de opgerichte coöperatieve vennootschap Argenta Coöperatieve een publieke uitgifte van aandelen waarop uitsluitend cliënten en kantoorhouders van Argenta konden inschrijven. Argen-Co investeert, naast de familiale aandeelhouders, in Argenta Bank- en Verzekeringsgroep. De familiale aandeelhouders (familie Van Rompuy) blijven Argenta’s meerderheidsaandeelhouders.
In de jaren 2010 kende de bankgroep -in vergelijking met de voorbij decennia- een turbulent bestaan, grotendeels ingegeven door de directe en indirecte gevolgen van het lage-rentebeleid van de ECB enerzijds en de noodzaak tot steeds aanzienlijker investeringen in ICT en reporting voor de regulatoren anderzijds.
In april 2018 werd Argenta, na een noodzakelijke maar zeer ingrijpende ICT-release, geconfronteerd met aanzienlijke problemen met de centrale computersystemen waardoor klanten bijna een hele week geen overschrijvingen konden uitvoeren via de diverse applicaties. De problemen in de kantoren waren van kortere duur. Niet veel later verliet commercieel directeur en lid van het directiecomité Anne Coppens de bank na meningsverschillen over de digitale strategie.
In het voorjaar van 2019 doet Argenta tot verrassing van velen een bod op de Antwerpse verzekeringsmaatschappij Fidea, eigendom van het Chinese Anbang. Op een kleine uitzondering na hadden de familiale aandeelhouders van Argenta overnames steeds altijd resoluut afgewezen, maar de groep ging overstag in de zoektocht naar schaalgrootte en een verdere diversificatie van de inkomsten (kleinere afhankelijkheid van de rentemarge). Enkele dagen later bleek het bod van Argenta niet hoog genoeg en kwam de verzekeraar in de handen van het Zwitserse Bâloise met een bod van 480 miljoen euro.
In 2019 werd Argenta een slachtoffer van het sterk oprukkend fenomeen plofkraken. Van de 22 plofkraken in 2019 vonden er zeven plaats in Argenta-kantoren. Om de steeds driester wordende aanslagen met zware materiële schade een halt toe te roepen, besliste de bank eind oktober 2019 om alle geldautomaten tijdelijk buiten werking te stellen. Een maand later werd de helft van de Argenta-bankautomaten opnieuw in bedrijf genomen.
In juni 2019 verliet ook Geert Van Hove (ICT directeur en lid directiecomité) de bank. Op 13 november 2019 werd Argenta een van de mede-oprichters van Jofico, een Joint venture die op 13 november 2019 opgericht werd samen met Crelan, AXA Bank, vdk bank en Bpost om de aankoop enerzijds en het beheer & onderhoud van geldautomaten anderzijds gezamenlijk en goedkoper uit te voeren.
Eind juni 2020 werd Argenta als eerste Belgische bank het slachtoffer van een 'digitale plofkraak' ofwel 'jackpotting'. Criminelen proberen daarbij de geldautomaat geldbiljetten te laten 'spuwen' door schadelijke software of malware te installeren. Dat doen ze bijvoorbeeld door een paneel van de automaat te verwijderen waardoor ze bij een USB-ingang van de automaat kunnen. In sommige gevallen proberen ze de centrale beheersoftware te hacken en de automaat op afstand te besturen. Argenta besloot na de eerste aanvalsgolf om 144 geldautomaten tijdelijk uit te schakelen. Ondanks een software-update werd na twee nieuwe pogingen tot 'digitale plofkraak' op 12 juli 2020 besloten om alle betrokken automaten niet meer op te starten tot ze eind 2020 vervangen zijn.
Anno 2020 was Argenta in grootte de zesde bank in België, na BNP Paribas Fortis, KBC Groep, Belfius, ING en Crelan.